# Crécio
Crécio (em latim: Cretio) foi um oficial romano do século IV, ativo durante o reinado do imperador Constâncio II (r. 337–361).

## Vida
Segundo a lei VII.1.4 (de 27 de junho de 349/350) preservada no Código de Teodósio, que trata da disciplina militar, Crécio era um homem claríssimo e conde na África, mas não há qualquer evidência que esteve ativo na província nesse momento. Em 361, foi instruído por Constâncio para guardar a África contra Juliano Em 365, quando seu filho Masáucio foi enviado para guardar a África contra Procópio, ele já havia deixado seu ofício. Os autores da PIRT sugerem que Crécio talvez pode ser associado ao conde dos assuntos militares da África mencionado na lei VII.4.3 do Código de Teodósio (18 de dezembro de 357).